# Classe Almirante Latorre
A classe Almirante Latorre consistia em dois encouraçados super- encouraçados projetados pela empresa britânica Armstrong Whitworth para a Marinha do Chile. Eles deveriam ser a resposta do Chile para a corrida de dreadnoughts da América do Sul, mas ambos foram comprados pela Marinha Real antes da conclusão para uso na Primeira Guerra Mundial. Apenas um, Almirante Latorre, foi finalizado como encouraçado; Almirante Cochrane, foi convertido em porta-aviões. Seus nomes chilenos, homenageavam os Almirantes Juan José Latorre e Thomas Cochrane.
No final do século XIX e início do século XX, o Chile travava uma intensa competição naval com a vizinha Argentina. Isso terminou pacificamente em 1902, mas menos de uma década depois a Argentina respondeu ao pedido do Brasil por dois dreadnoughts com dois próprios. O congresso chileno respondeu alocando dinheiro para seus próprios dreadnoughts, que foram encomendados do Reino Unido apesar de uma forte pressão do governo americano pelos contratos, provavelmente devido aos laços tradicionalmente fortes do Chile com os britânicos.
O Almirante Latorre, que estava mais próximo da conclusão, foi comprado em 1914 e comissionado ao serviço britânico como HMS Canada em outubro de 1915. O navio passou seu serviço de guerra com a Grande Frota, participando da Batalha da Jutlândia. Após a guerra, o HMS Canada foi colocado em reserva antes de ser vendido de volta ao Chile em 1920 como Almirante Latorre. A tripulação do encouraçado instigou um motim naval em 1931. Após vários anos de inatividade, o navio passou por uma grande reforma no Reino Unido em 1937, permitindo mais tarde patrulhar a costa do Chile durante a Segunda Guerra Mundial. Após um incêndio na sala das caldeiras e um curto período como navio-prisão, o Almirante Latorre foi demolido em 1959. Depois que o Almirante Cochrane foi comprado pelos britânicos em 1918, decidiu-se converter o navio em um porta-aviões. Após vários atrasos, Almirante Cochrane foi comissionado na Marinha Real como HMS Eagle em fevereiro de 1924. Serviu na Frota do Mediterrâneo e na Estação da China no período entre guerras e operou no Atlântico e no Mediterrâneo durante a Segunda Guerra Mundial antes de ser afundado em agosto de 1942 durante a Operação Pedestal.